# A-1702
La A-1702 es una carretera autonómica española que discurre por la provincia de Teruel, en Aragón. Conecta el Bajo Aragón con el Maestrazgo Turolense y tiene una longitud de 56 km. También se la conoce como The Silent Route o Ruta del Silencio.
Comienza en el kilómetro 194 de la carretera nacional N-211, en el municipio de Gargallo (concretamente en Venta la Pintada) y finaliza en el término municipal de Cantavieja, a la altura del Cuarto Pelado en la carretera autonómica A-226.
Discurre por los cascos urbanos de Ejulve (kilómetro 10), Villarluengo (kilómetro 36) y Cañada de Benatanduz (kilómetro 48). Comienza su recorrido en el Bajo Aragón histórico, a unos 900 m s. n. m. (metros sobre el nivel del mar), y atraviesa todo el Alto Maestrazgo hasta llegar al Cuarto Pelado, llegando a discurrir por alturas superiores a los 1600 m s. n. m. en su última etapa, con lo que se establece un destacado desnivel.

## Estado

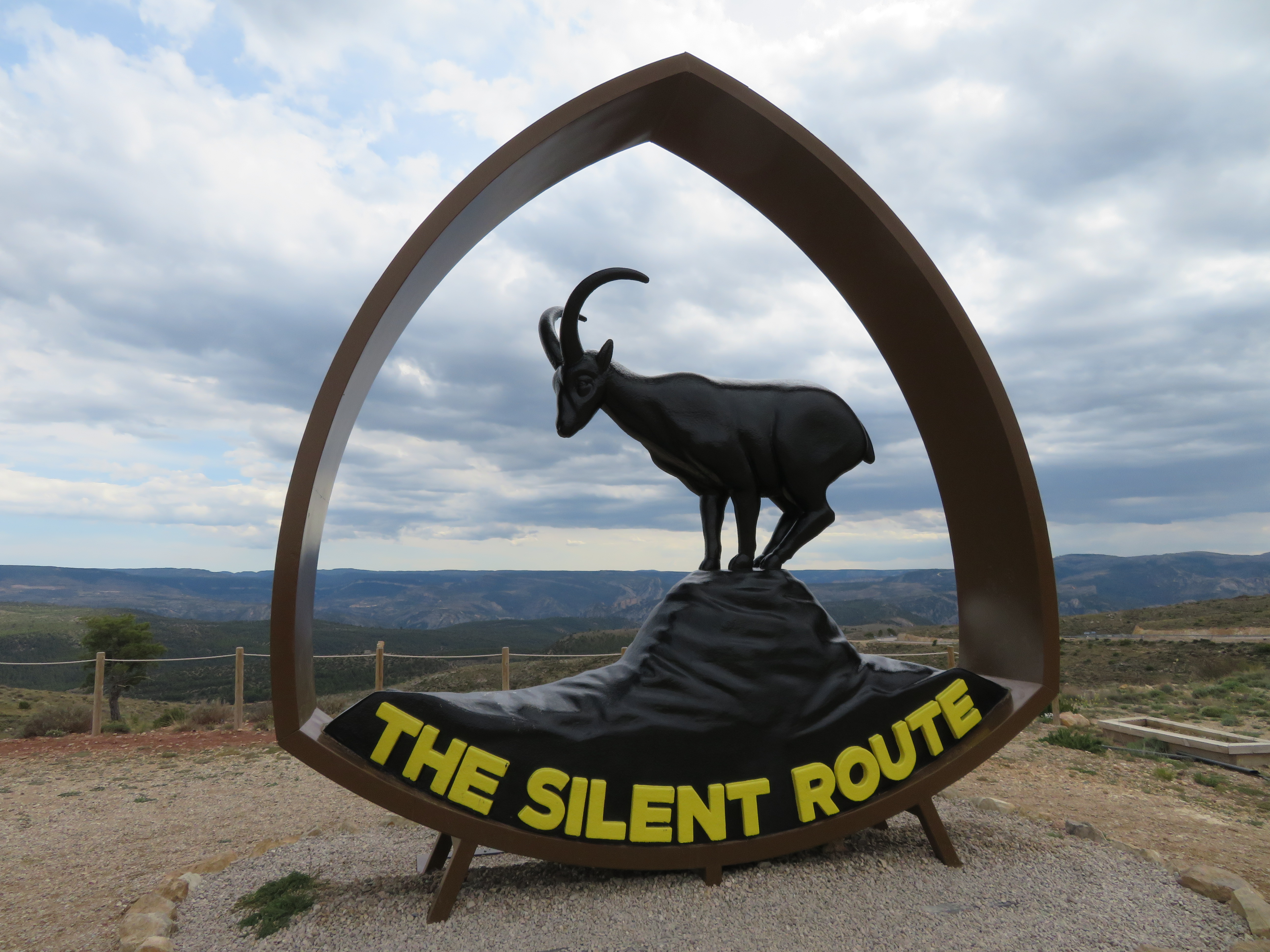
The Silent Route, la ruta del silencio es la carretera panorámica A-1702 en Teruel.

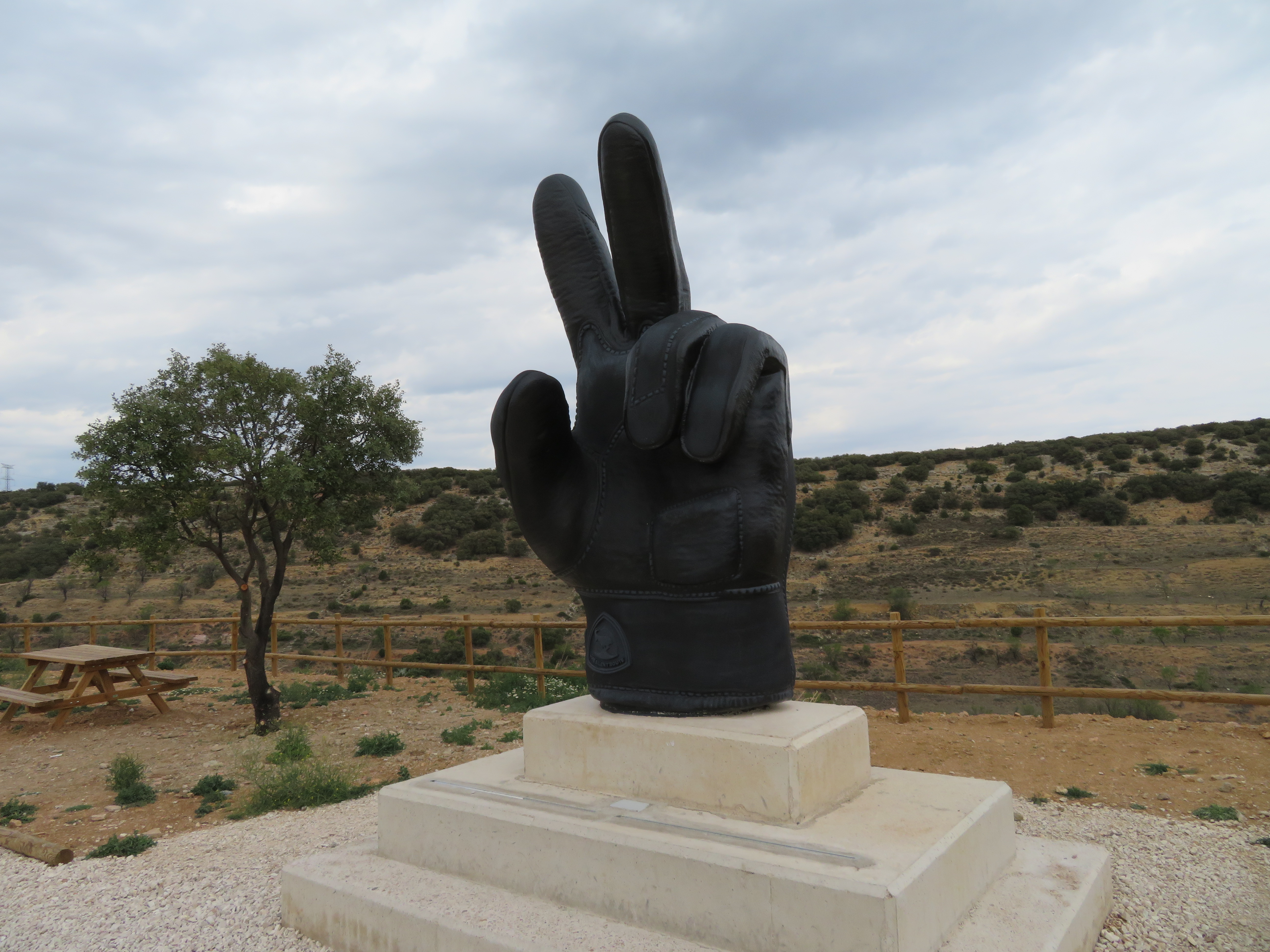
The Silent Route, la ruta del silencio es la carretera panorámica A-1702 en Teruel.

La carretera ha sido renovada en los últimos años, tras décadas de reivindicaciones por parte de los municipios afectados. Tras la renovación de gran parte del recorrido, se inauguró una ruta turística conocida como The Silent Route o Ruta del Silencio que recorre varios de los parajes más interesantes y remotos del Maestrazgo.

## Poblaciones

### Andorra-Sierra de Arcos
- Gargallo (N-211 km 194/Venta la Pintada)

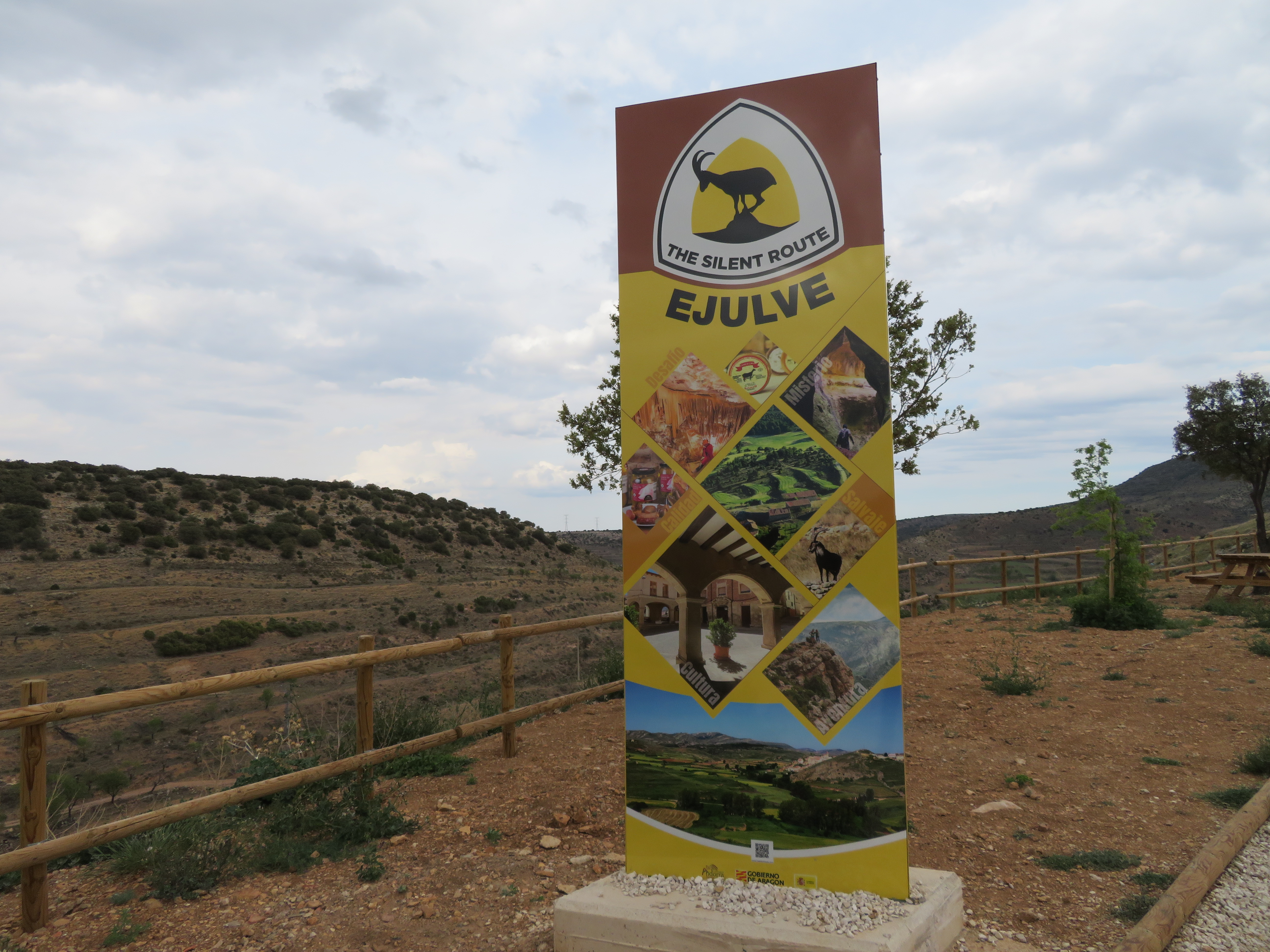
The Silent Route, ruta del silencio, carretera A-1702, Ejulve, Teruel.

- The Silent Route, ruta del silencio, carretera A-1702, Ejulve, Teruel.Ejulve

### Maestrazgo
- Villarluengo
- Cañada de Benatanduz
- Cantavieja (A-226/Cuarto Pelado)

## Enlaces

### Gargallo/Venta la Pintada
- N-211(Alcolea del Pinar-Fraga)
- A-1416(N-211-Andorra)
- TE-41(N-211-Molinos)

### Ejulve
- A-2403(Ejulve-Aliaga-Aguilar del Alfambra)
- TE-V-8211(Ejulve-La Zoma- Cañizar del Olivar)
- VF-TE-40(A-1702-Cuevas de Cañart, Castellote)
- VF-TE-27(A-1702/ Masías de Ejulve)

### Villarluengo
- TE-V-8041(A-1702-Montoro de Mezquita)
- TE-V-8242(A-1702-Pitarque)
- VF-TE-16.

### Cantavieja
- A-226/Cuarto Pelado